# داش تپه سرای
داش تپه سرای مربوط به هزاره اول قبل از میلاد است و در شهرستان همدان، بخش فامنین، روستای سرای واقع شده و این اثر در تاریخ ۱۱ شهریور ۱۳۸۲ با شمارهٔ ثبت ۹۸۵۸ به‌عنوان یکی از آثار ملی ایران به ثبت رسیده است.